# ساختار بلوری

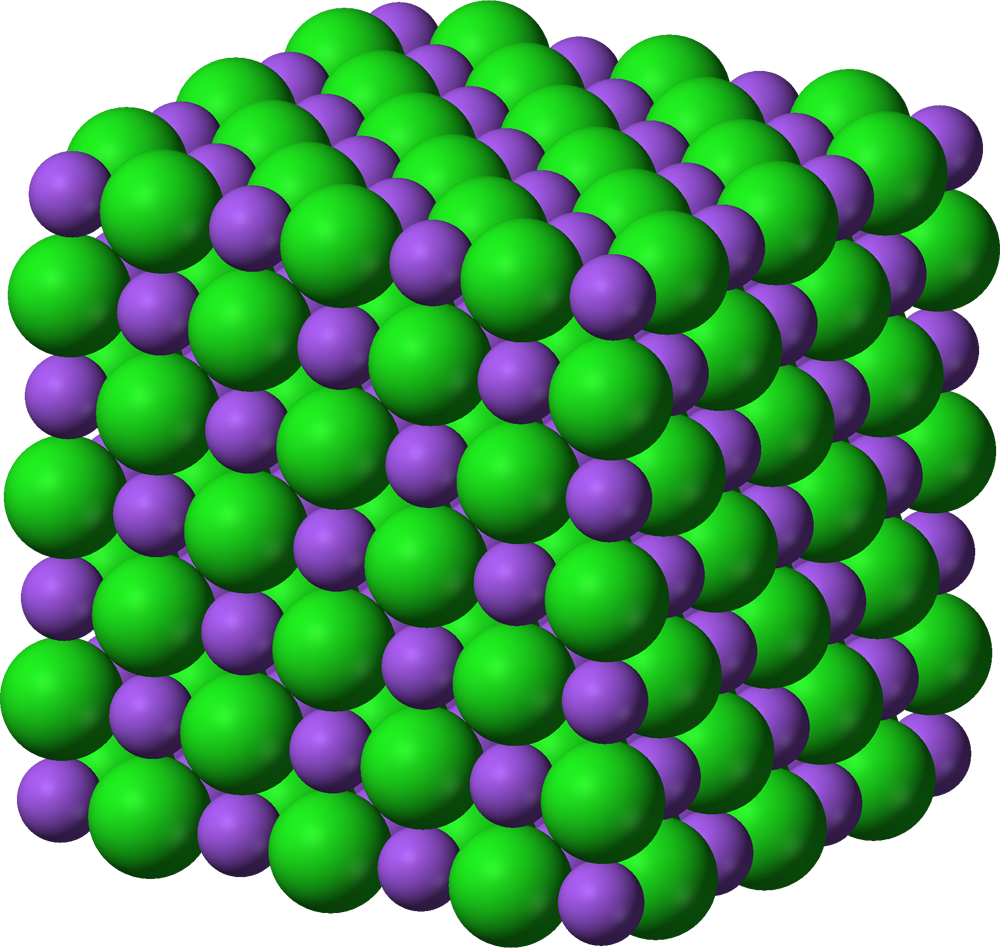
ساختار کریستالی سدیم کلرید (نمک). رنگ بنفش نشانگر سدیم است و رنگ سبز نشانگر کلرید.

در علم بلورنگاری، ساختار بلوری یا ساختار کریستالی (Crystal structure) به توصیفی از آرایش منظم اتم‌ها، یون‌ها یا مولکول‌ها در بلور اشاره دارد. ساختارهای منظم از ماهیت ذاتی تمایل ذرات تشکیل دهنده برای تشکیل الگوهای متقارن ایجاد می‌شوند. این ساختارهای منظم در امتداد جهت‌های اصلی فضای سه بعدی (x,y,z) در ماده تکرار می‌شوند.
هر گروه و گوناگونی جواهرات، ترکیب شیمیایی منحصر به فردی دارد که مواد اولیه و عناصر ضروری آن را توصیف می‌کند. همه جواهرات از اتم ساخته شده‌اند. اتم‌ها کوچک‌ترین جزء سازندهٔ این ساختار هستند. وقتی اتم‌ها در الگویی مکرر و سه بعدی قرار می‌گیرند، دارای ساختار کریستالی می‌شوند و به آن‌ها کریستالین (crystalline) می‌گویند.

## ویژگی

### آمورف
زمانی که هیچ ساختار کریستالی وجود ندارد و اتم‌ها به صورت نامنظم قرار گرفته‌اند، به ماده مورد نظر آمرفز گفته می‌شود (از کلمهٔ Amorphes به معنی بدون شکل و فرم). آبسیدین (شیشه آتشفشانی) یک نمونه از مواد آمرفز است که می‌شود به عنوان جواهر هم از آن استفاده کرد.

### کریستالین
اکثر جواهرات طبیعی و ساختگی کریستالین هستند. مواد کریستالین خواص جهتی دارند، هم خواص فیزیکی و هم خواص نوری و چشمی که ثمر قرارگیری سه بعدی اتم‌ها و اتصالات آن‌ها است. در زمان تشکیل جواهرات، آن‌ها با اضافه شدن لایه‌های اتم رشد می‌کنند. حالت‌های متنوعی که اتم‌ها می‌توانند با هم ترکیب شوند را می‌شود در اشکال بسیار کریستال‌ها دید، مانند کریستال‌هایی با سطوح تخت و گوشه‌های نوک تیز، گوشه‌هایی سوزنی شکل، یا با سطوح لطیف و گرد.
با در نظر گرفتن این موضوع که ساختار کریستالی داخلی جواهر کریستالین می‌تواند شکل خارجی آن را تعیین کند، استثناهایی هم وجود دارند. شرایط در حین تشکیل می‌تواند چنان باشد که کریستالی با شکلی نامعمول تشکیل شود، یا شاید هم کریستال شکسته، بریده یا پالیش شده باشد. فارغ از شکل نهایی کریستال، ساختار داخلی آن هنوز یکسان است.

### دوگانگی
ساختار کریستالی می‌تواند بخش‌هایی داشته باشد که بازتاب، تکرار اشتباه، و چرخیده شده باشد. که می‌تواند سبب تشکیل کریستال‌های دوگانه شود. در نقطهٔ برخورد بخش‌های دوگانگی، تغییر جهت ساختار کریستالی و جهت رشد قابل مشاهده است. دوگانگی مکرر در جواهرات به شکل لایه‌هایی دیده می‌شود. دوگانگی در کریستال می‌تواند به دلیل تغییر دما و فشار در زمان یا بعد از تشکیل دانست.

### پولیمورف
گاهی ترکیب شیمیایی به گونه‌ای است که می‌تواند بیشتر از یک ساختار کریستالی بسازد. هر کدام از این ساختارها یک پولیمورف است (از کلمه poly به معنی بسیار و بیشتر از یک و morph به معنی شکل). فرم پولیمورف به عوامل مختلفی ربط دارد، مثلاً دما یا فشار. به عنوان مثال الماس و گرافیتی، هر دو از عنصر کربن ساخته شده‌اند اما اتم‌های کربن به شکل‌های مختلفی با هم ترکیب شده‌اند که باعث ساخته شدن مواد مختلفی شده.

### ایزومورف
بعضی از جواهرات چند ترکیب شیمیایی دارند اما فقط یک ساختار کریستالی مشترک. به این‌ها ایزومورف می‌گویند. یک نمونه از این پدیده خانوادهٔ جواهرات گرانیت است. در دو انتهای این ترکیب‌های شیمیایی اعضای انتهایی هستند و انواع گرانیت بین این دو را اعضای گروه ایزومورفوز (isomorphous) می‌نامند. آلماندین (Almandine) و پیروپ (Pyrope) به ترتیب عضو غنی از آهن (Fe) و غنی از منیزیم (Mg) و دو عضو انتهایی خانواده گارنت هستند.

### کریپتوکریستالین
کریستال‌هایی که از چند ساختار کریستالی در هم رشد کرده تشکیل شدند را پولیکریستالین (polycrystalline) می‌نامند. زمانی که ساختار کریستالی آنقدر کوچک باشد که با چشم غیر مسلح قابل رویت نباشد و میکروسکوپ لازم است، به آن ماکروکریستالین یا کریپتوکریستالین می‌گوییم (از کلمه یونانی crypto به معنی مخفی).

## بلوری شدن
بلوری شدن یا تَبَلوُر (به انگلیسی: Crystallization) فرایندی است که طی آن یک بلور جامد از یک محلول، بخار یا مذاب ماده‌ای ایجاد می‌شود. تولید بلور در جداسازی و تولید بسیاری از مواد شیمیایی در صنایع گوناگون کاربرد دارد. بلور یک ماده عبارتست از جهت‌یافتگی ذره‌ای و آرایش مولکولی و تثبیت این نظم در ماده.
معمولاً کانی‌ها به صورت اشکال منظم هندسی متبلور می‌شوند که به آن‌ها بلور می‌گویند. بلور را می‌توان به عنوان جسمی که دارای ساختمان اتمی منظم است، تعریف کرد. هرگاه بلور را به‌طور مداوم به قطعات کوچک تقسیم کنیم‏، به جایی می‌رسیم که دیگر قابل تقسیم کردن نیست. این جز کوچک غیرقابل تقسیم، معمولاً دارای شکل هندسی منظم است که اتم‌های تشکیل دهنده بلور در رئوس، مراکز سطوح، وسط یال‌ها یا مرکز آن قرار دارند و به نام واحد بلور یا سلول اولیه خوانده می‌شود.
هر جسم متبلور از پهلوی هم قرار گرفتن تعداد زیادی سلول اولیه تشکیل شده‌است که به نام شبکه بلور نامیده می‌شود. بسته به عناصر قرینه‌ای که در سلول اولیه وجود دارد، اجسام متبلور را به ۷ سامانه شامل دستگاه مکعبی، تتراگونال، تریگونال، هگزاگونال، ارتورومبیک، مونوکلینیک و تری کلینیک تقسیم می‌کنند.
فرایند بلوری شدن: برای اینکه یک بلور بتواند تشکیل گردد، باید در وهله اول هسته آن بسته شود، پس از تشکیل، هسته آغاز به نمو می‌کند تا بالاخره بلوری که به وسیلهٔ سطوح احاطه شده‌است، به وجود آید. هسته‌هایی بلور عبارتند از بلورهای ریزی با قطر تقریبی ۴۰ تا ۱۸۰ آنگستروم که به‌طور ناگهانی در بخارات و مایعات اشباع شده یا مواد مذاب سرد شده تشکیل می‌شوند. در اجسام جامد، تشکیل بلور نقش مهمی را بازی می‌کند. برای نمونه، تشکیل بلور که در اثر واکنش‌های شیمیایی یا نارسائی‌های گرمایی در شیشه ایجاد می‌شود باعث از بین رفتن شفافیت شیشه خواهد شد.

## شیوه‌های تبدیل
تبلور معمولاً در موقع تبدیل یک حالت فیزیکی به حالت فیزیکی دیگر صورت می‌گیرد. این تبدیل به سه صورت زیر انجام می‌شود:

### تبدیل حالت مایع به جامد
این نوع تبلور به دو صورت انجماد مواد مذاب و تبلور مواد محلول انجام می‌گیرد:

#### انجماد مواد مذاب
اگر ماده مذاب به سرعت سرد شود، اتم‌ها یا مولکول‌ها با هر موقعیتی که دارند، متراکم و بی‌حرکت می‌شوند و ماده منجمد می‌شود. در این صورت جسمی جامد و ایزوتوپ بدون داشتن نظم ذره‌ای تشکیل می‌شود. اگر سرد شدن با آرامی و کند انجام شود اتم‌ها و مولکول‌ها با توجه به نیروی جاذبه خود و پیروی از شبکه تبلور، کنار هم چیده شده و نطفه بلور را تشکیل می‌دهند. سپس در نتیجه اتصال دیگر مولکول‌های منزوی و معلق در ماده مذاب به نطفه بلور، حجم آن افزایش می‌یابد تا اینکه به بلوری درشت تبدیل می‌شود.

#### بلوری شدن مواد محلول
در این نوع بلوری شدن باید محلول به حالت فوق اشباع باشد. در چنین محلول‌هایی بلورها تشکیل و ته‌نشین می‌شوند. این بلورها ابتدا به صورت نطفه‌های متحرک هستند، علت تحرک آن‌ها حرکات قبلی یون‌ها و مولکول‌های سازنده آن‌ها است. در محلول‌ها نیز مانند انجماد مواد مذاب، رشد بلورها از طریق اتصال منظم یونها، اتم‌ها و مولکول‌های معلق در محلول به نطفه‌های بلور صورت می‌گیرد.

### بلوری شدن در هنگام چگالش
در این حالت از بلوری شدن، بلورها مستقیماً از تبدیل بخار به جامد بدست می‌آیند. این بلورها معمولاً کوچک و دارای طرح اولیه هستند که اصطلاحاً اسکلت بلور گفته می‌شود. در طبیعت، چگالش (تبدیل شدن گاز یا بخار به جامد) در گازهای خشک آتشفشانی دیده می‌شود. در این حالت مواد گازی آتشفشانی در شکاف‌های توده آذرین مستقیماً به بلور تبدیل می‌شوند. نمونه بسیار روشن برای پدیده چگالش، تشکیل قشرهای بلور یخ ناشی از انجماد مستقیم بخار آب اتاق‌ها بر روی شیشه پنجره‌ها در سرمای زمستان است.

### بلوری شدن مواد جامد
حالت سوم بلوری شدن که خوب شناخته نشده و در طبیعت فراوان دیده می‌شود، تبلور در محیط جامد است. در این حالت رشد بلورها بخرج بلورهای کوچکتر و تحت تأثیر فشار و گرما و در مدت زمان طولانی صورت می‌گیرد. برای نمونه، امروزه سنگ‌های شیشه‌ای آتشفشانی خیلی قدیمی را متبلور می‌بینیم؛ بنابراین آشکار می‌شود که این‌گونه سنگ‌ها به تدریج در طول زمان متبلور شده‌اند. سنگ‌های آهکی دانه ریز که از بلورهای ریز کربنات کلسیم تشکیل شده‌اند، تحت تأثیر عوامل دگرگونی (فشار و گرما) به مرمر که دارای بلورهای دانه درشت کلسیت است، تبدیل می‌شود.

## نگارخانه

ساختار مکعبی ساده
ساختار مکعبی مرکز-بدنی
ساختار مکعبی مرکز وجهی

## جهت بلوری
به جهت‌گیری سامانه مختصات هر کریستالیت (دانه) در یک مجموعه چند بلوری، جهت بلوری آن دانه گفته می‌شود. در یک مجموعه چند بلوری سامانه مختصات هر دانه ممکن است یک جهت‌گیری اتفاقی نسبت به دیگر دانه‌ها داشته باشد یا اینکه سامانه مختصات همه دانه‌ها منطبق برهم باشد که در این صورت گفته می‌شود ساختار، دارای جهت‌گیری ترجیحی یا بافت است. با تغییر جهت بلور می‌توان اطلاعاتی دربارهٔ خصوصیت اندازه‌گیری شده (مقاومت تسلیم، مقاومت الکتریکی، میزان خوردگی) بر حسب تابعی از جهت‌گیری بلور به دست آورد.

## روش‌های تعیین جهت‌گیری تک بلورها

### روش لاوه
در طرح لاوه، یک تک‌بلور، مجموعه‌ای از نقاط پراشی بر روی فیلم را در بر می‌گیرد و مواضع این نقاط به جهت‌گیری بلور وابسته‌است.

#### پس تاب لاوه
روش پس تاب، کاربرد گسترده‌تری دارد؛ زیرا به آماده‌سازی ویژه نمونه نیازی ندارد و می‌توان نمونه‌ای با هر ضخامتی به کار برد.

#### عبوری لاوه
روش عبوری مستلزم به‌کارگیری نمونه‌ای نسبتاً نازک با جذب کم است. در هر یک از روش‌های لاوه، نقاط پراشی روی فیلم مربوط به صفحات هر منطقه‌ای در بلور، همیشه بر روی منحنی قرار می‌گیرند که نوعی مقطع مخروطی است.

### روش خوردگی شیمیایی
این یک روش نوری است که در بر گیرنده بازتاب نور مرئی از پهلوهای تخت (با اندیس‌های میلر معلوم) حفرات خورده شده در سطح بلوری است. اگر چه این روش عموماً به کار برده نمی‌شود، اما روش سریعی است و فقط به وسیله‌ای ساده نیاز دارد.

## تنظیم بلوری در یک جهت خاص
پس از تعیین جهت بلور به وسیله پرتوی ایکس، اغلب باید بلور را تا جهت ویژه‌ای، مانند (جهت <۱۰۰> در امتداد باریکه فرودی) دوران داد. این کار برای یکی از دو منظور صورت می‌گیرد الف) آزمون بعدی پرتو ایکس در جهتی ویژه یا ب) برش بعدی بلور در امتداد صفحه‌ای برگزیده.